# 孝建
孝建（454年正月—456年十二月）是南朝宋孝武皇帝刘骏的年号，共计近三年。由於宋文帝的兒子刘劭弑父宋文帝刘义隆自立並改元太初，通常的帝系表將其後改元孝建的宋孝武帝當作宋文帝的繼承者；所以以下用兩個前任繼任框表達。

## 纪年
| 孝建 | 元年  | 二年  | 三年  |
| ---- | ----- | ----- | ----- |
| 公元 | 454年 | 455年 | 456年 |
| 干支 | 甲午  | 乙未  | 丙申  |

## 参看
- 中国年号列表
- 同期存在的其他政权年号
  - 建平（454年二月—六月）：魯爽的年号
  - 永光（454年七月）：南朝宋武昌王劉渾的年号
  - 承平（443年-460年）：北凉政权沮渠無諱、沮渠安周年号
  - 兴安（452年二月-454年七月）：北魏政权魏文成帝拓跋濬年号
  - 兴光（454年七月-455年六月）：北魏政权魏文成帝拓跋濬年号
  - 太安（455年六月-459年十二月）：北魏政权魏文成帝拓跋濬年号